# Marizy-Saint-Mard

Marizy-Saint-Mard este o comună în departamentul Ain, Franța. În 1 ianuarie 2022 avea o populație de 49 de locuitori.